# Casa individuală de pe str. Galbenă, 3 (Chișinău)
Casa individuală de pe str. Galbenă, 3 este o clădire amplasată pe str. Galbenă, 3 în Chișinău, Republica Moldova. Este un monument arhitectural de importanță națională inclus în Registrul monumentelor Republicii Moldova ocrotite de stat cu nr. 127 (municipiul Chișinău). Datează de la înc. sec. XX.